# Vũ Văn Hoàn
Vũ Văn Hoàn (sinh năm 1962) là một chính khách người Việt Nam. Ông từng là Chủ tịch Hội đồng nhân dân tỉnh Lai Châu khóa XIV, nhiệm kỳ 2016–2021. Trong Đảng Cộng sản Việt Nam, ông từng là Phó Bí thư Tỉnh ủy Lai Châu khóa XIII, nhiệm kỳ 2015–2020.

## Lý lịch và học vấn
Vũ Văn Hoàn sinh ngày 18 tháng 12 năm 1962, quê quán xã Liên Hoa, huyện Đông Hưng, tỉnh Thái Bình;
Ngày vào Đảng Cộng sản Việt Nam: 23/9/1995. Ngày vào Đảng chính thức: 23/9/1996;
Trình độ:
- Chuyên môn: Đại học
- Lý luận chính trị: Cử nhân

## Sự nghiệp
Trước khi được bầu giữ chức vụ Chủ tịch Hội đồng nhân dân tỉnh, ông Vũ Văn Hoàn từng giữ các chức vụ Giám đốc Sở Tài nguyên và Môi trường, Chủ nhiệm Ủy ban Kiểm tra Tỉnh ủy, Phó Bí thư Tỉnh ủy Lai Châu.
Ngày 24/9/2010, Đại hội Đại biểu Đảng bộ tỉnh Lai Châu lần thứ XII, nhiệm kỳ 2010 - 2015 đã bầu Vũ Văn Hoàn, Chủ nhiệm ủy Ban kiểm tra khóa XI tái đắc cử Chủ nhiệm Ủy ban kiểm tra Tỉnh ủy khóa XII.
Ngày 28/4/2014, Ban Chấp hành Đảng bộ tỉnh Lai Châu khóa XII đã bầu Vũ Văn Hoàn, Ủy viên Ban thường vụ Tỉnh ủy, Chủ nhiệm Ủy ban kiểm tra Tỉnh ủy Lai Châu giữ chức vụ Phó Bí thư Tỉnh ủy Lai Châu, nhiệm kỳ 2010-2015 với 47/48 phiếu đồng ý, đạt tỉ lệ 97,9%, thay ông Tô Như Sơn.
Ngày 15/10/2015, Hội nghị lần thứ Nhất, Ban Chấp hành Đảng bộ tỉnh khóa XIII đã bầu Vũ Văn Hoàn tái đắc cử chức vụ Phó Bí thư Tỉnh ủy Lai Châu nhiệm kỳ 2015 - 2020.
Ngày 29/6/2016, tại kỳ họp thứ nhất, Hội đồng nhân dân tỉnh Lai Châu khóa XIV, nhiệm kỳ 2016 – 2021 đã bầu Vũ Văn Hoàn, Phó Bí thư Tỉnh ủy giữ chức vụ Chủ tịch Hội đồng nhân dân tỉnh khóa XIV, nhiệm kỳ 2016 – 2021, với số phiếu bầu 50/50, đạt tỷ lệ 100%.